# Кельмер, Моше
Моше Кельмер (ивр. משה קלמר‎; 1 ноября 1901, Жихлин, Лодзинское воеводство — 11 сентября 1970, Израиль) — израильский политический и общественный деятель, депутат кнессета 1-го, 2-го, 3-го, 5-го созывов от партии «Ха-поэль ха-мизрахи» (в том числе в составе «Объединённого религиозного фронта») и партии «МАФДАЛ»

## Биография
Родился 1 ноября 1911 года в Жихлине, Варшавская губерния (ныне Польша), в семье Яакова Кельмера и его жены Ханны. Получил образование в иешиве, был членом организации «Цеирей Мизрахи».
В 1921 году репатриировался в Подмандатную Палестину, три года учился в учительской семинарии «Мизрахи» в Иерусалиме. Был одним из основателей «ха-Поэль ха-Мизрахи». Работал строителем.
Был основателем строительных организаций «ха-Бонэ» (1937) и «Мишкенот» (1938), был членом правления этих организаций. Был основателем и председателем совета директоров банка «Аданим ле-машкантаот».
В 1949 году впервые избран в кнессет, переизбирался в кнессет 2-го и 3-го созывов как член партии «ха-Поэль ха-Мизрахи», в том числе в составе «Объединённого религиозного фронта», а позже от партии «МАФДАЛ». Спустя месяц после избрания депутатом кнессета первого созыва покинул парламент, чтобы передать свой мандат депутату от партии «Агудат Исраэль» (также в составе «Объединённого религиозного фронта») Элияху Мазору. В 1963 году стал депутатом кнессета 5-го, получил мандат после смерти депутата Аарона-Яакова Гринберга. В разное время работал в финансовой комиссии, комиссии по труду и законодательной комиссии кнессета.
В 1925 году женился на Тове Розенбаум, в браке родилось трое детей — Маргалит, Яков и Аарон.
Умер 9 ноября 1970 года.